# Isabella Lövin
Isabella Lövin (3 de febrero de 1963) es una política sueca, perteneciente al Partido Verde; que funge como Ministra de Cooperación Internacional para el Desarrollo desde 2014 hasta 2019 y portavoz del Partido Verde desde 2016 hasta 2021.
Autora y periodista de profesión, fue Diputada al Parlamento Europeo desde las elecciones de 2009 hasta convertirse en ministra en octubre de 2014. Su área en el Parlamento Europeo eran las cuestiones pesqueras. Lövin ha sido galardonada con el Stora Journalistpriset por su trabajo en el campo del periodismo, particularmente sus artículos sobre pesca.

## Carrera política

### Ministra de Cooperación Internacional para el Desarrollo, 2014–2019
Lövin fue nombrada Ministra de Cooperación Internacional para el Desarrollo el 3 de octubre de 2014 por Primer ministro de Suecia Stefan Löfven.

### Portavoz de Partido verde, 2016–2021
El 9 de mayo de 2016, Lövin fue nominada por el Comité de Elección Nacional de su partido para suceder a Åsa Romson como portavoz del Partido Verde.